# Gift Horse
Gift Horse é um filme de guerra produzido no Reino Unido e lançado em 1952.